# Ivan Aleksandrovič Nabokov
Ivan Aleksandrovič Nabokov (11 marzo 1787 – San Pietroburgo, 21 aprile 1852) è stato un generale russo.

## Biografia
Nabokov discendeva da una nobile famiglia stabilitasi nel governatorato di Novgorod, dove il padre, il generale Aleksander Ivanovič Nabokov, era proprietario terriero. Nel 1806, dopo aver lasciato il Corpo dei paggi, si arruolò nel reggimento Semënovskij della guardia imperiale come tenente, e partecipò alle campagne all'estero dell'impero russo contro Napoleone Bonaparte. Per il valore militare mostrato nella battaglia di Friedland gli fu conferita la spada d'oro con la scritta per il coraggio, ed ottenne il grado di capitano.
Partecipò alla battaglia di Borodino (per la quale ricevette l'Ordine di Sant'Anna di 2º grado), a quella di Lützen (Ordine di San Vladimiro di 3º grado), di Bautzen, di Kulm, di Lipsia e ad altri scontri.
Il 15 settembre 1814 fu promosso maggior generale per il coraggio mostrato nella battaglia di Kulm, ed il 28 settembre divenne capo del reggimento di fanteria Sevsky. Con questo reggimento partecipò alle battaglie di Bar-sur-Aube, Laon, Craonne e Arcis-sur-Aube, ed in quest'ultima fu ferito alla testa. Per quanto fatto nella battaglia di Arcis-sur-Aube ricevette l'Ordine di Sant'Anna di 1º grado.
Tra il 1816 ed il 1848 Nabokov comandò varie unità militari. Fu tenente generale dal 22 settembre 1828 ed aiutante generale dal 1º febbraio 1844.
Dopo le dimissioni del 20 dicembre 1848 fu nominato membro del consiglio militare. Nello stesso periodo amministrò l'ospedale Česma e comandò la fortezza di Pietro e Paolo.
Ivan Nabokov morì il 21 aprile 1852 a San Pietroburgo, e fu sepolto all'interno della fortezza, nei pressi della cattedrale dei Santi Pietro e Paolo. Suo fratello Nikolaj fu un antenato del romanziere Vladimir Vladimirovič Nabokov.

## Onorificenze
- Ordine di Sant'Andrea
- Ordine di Aleksandr Nevskij con diamanti
- Ordine di Sant'Anna, 1º grado con corona
- Ordine di San Giorgio, 3º e 4º grado
- Ordine di San Vladimiro, 1º grado
- Ordine dell'Aquila rossa, 1° grado (Prussia)
- Croce di Kulm
- Due Spade d'oro al coraggio (una con diamanti)